# Jin Yang
Jin Yang (金杨S, Jīn YángP; Harbin, 16 maggio 1994) è un pattinatore artistico su ghiaccio cinese, specializzato nel pattinaggio artistico su ghiaccio a coppie.

## Biografia
Jin Yang ha iniziato a pattinare con Yu Xiaoyu nel 2009, vincendo insieme a lei la medaglia di bronzo ai Campionati dei Quattro continenti di Taipei 2016. A partire dal 2016 ha formato una nuova coppia insieme a Peng Cheng.

## Palmarès

### Con Peng
| Internazionali | Internazionali | Internazionali | Internazionali | Internazionali | Internazionali | Internazionali | Internazionali |
| Evento | 2016–17        | 2017–18        | 2018–19        | 2019–20        | 2020–21        | 2021–22        | 2022–23        |
| --- | -------------- | -------------- | -------------- | -------------- | -------------- | -------------- | -------------- |
| Olimpiadi |                | 17°            |                |                |                | 5°             |                |
| Campionati mondiali |                | 9°             | 4°             | C              | 5°             |                |                |
| Quattro continenti | 5°             | R              | 3°             | 2°             |                |                |                |
| GP Final | 6°             |                | 2°             | 2°             |                |                |                |
| GP Cup of China | 2°             |                |                | 2°             | 1°             | C              |                |
| GP di Helsinki |                |                |                |                |                |                | TBD            |
| GP Trophée Eric Bompard |                | 5°             |                |                |                | R              | TBD            |
| GP d'Italia |                |                |                |                |                | 2°             |                |
| GP NHK Trophy | 2°             |                | 2°             |                |                |                |                |
| GP Skate America |                |                |                | 1°             |                |                |                |
| GP Skate Canada |                | 5°             | 2°             |                |                |                |                |
| CS Asian Open |                |                | 1st            |                |                |                |                |
| CS Finlandia |                | 1st            |                |                |                |                |                |
| CS U.S. Classic |                |                |                | 3°             |                |                |                |
| Giochi asiatici invernali | 2°             |                |                |                |                |                |                |
| Shanghai Trophy |                | 2°             |                | 1°             |                |                |                |
| Nazionali |                |                |                |                |                |                |                |
| Campionato cinese | 1°             | 2°             | 1°             | 1°             |                |                |                |
| Eventi a squadre |                |                |                |                |                |                |                |
| Olimpiadi |                |                |                |                |                | 5° S 3° P      |                |
| World Team Trophy | 5° S 3° P      |                |                |                |                |                |                |
| TBD = Assegnato; R = Ritirato; C = Evento cancellato S = Risultato di squadra; P = Risultato personale. Medaglie assegnate solo per il risultato di squadra. |                |                |                |                |                |                |                |

### Con Yu
| Internazionali                                                                                    | Internazionali | Internazionali | Internazionali | Internazionali | Internazionali | Internazionali | Internazionali | Internazionali |
| Evento                                                                                            | 2008–09        | 2009–10        | 2010–11        | 2011–12        | 2012–13        | 2013–14        | 2014–15        | 2015–16        |
| ------------------------------------------------------------------------------------------------- | -------------- | -------------- | -------------- | -------------- | -------------- | -------------- | -------------- | -------------- |
| Quattro continenti                                                                                |                |                |                |                |                |                |                | 3°             |
| GP Final                                                                                          |                |                |                |                |                |                | 5°             | 5°             |
| GP Cup of China                                                                                   |                |                |                | 6°             |                |                | 2°             | 3°             |
| GP NHK Trophy                                                                                     |                |                |                |                |                |                | 3°             | 2°             |
| GP Skate Canada                                                                                   |                |                |                | 7°             |                |                |                |                |
| Universiadi                                                                                       |                |                |                |                |                |                | 1°             |                |
| Internazionali: Junior                                                                            |                |                |                |                |                |                |                |                |
| Campionati mondiali                                                                               |                | 8° *           |                | 2°             | 4°             | 1°             | 1°             |                |
| Giochi olimpici giovanili                                                                         |                |                |                | 1°             |                |                |                |                |
| JGP Final                                                                                         |                |                | 3°             | 5°             | 5°             | 1°             |                |                |
| JGP Austria                                                                                       |                |                | 3°             | 2°             | 4°             |                |                |                |
| JGP Croazia                                                                                       |                |                |                |                | 2°             |                |                |                |
| JGP Repubblica Ceca                                                                               |                |                | 1°             |                |                |                |                |                |
| JGP Estonia                                                                                       |                |                |                |                |                | 1°             |                |                |
| JGP Lettonia                                                                                      |                |                |                | 2°             |                | 1°             |                |                |
| Nazionali                                                                                         |                |                |                |                |                |                |                |                |
| Campionato cinese                                                                                 | 6°             | 4°             | 2°             | 3°             | 1°             | 3°             | 1°             |                |
| *Piazzamento annullato perché per errore era stato concesso alla Cina di iscrivere troppi atleti. |                |                |                |                |                |                |                |                |